# Before U Go
Before U Go (Hangul: 이것만은 알고 가; Romanji: igeonmanin algo ga) là repackage của Keep Your Head Down (2011), album phòng thu thứ năm của Hàn Quốc bởi bộ đôi nhạc pop Hàn Quốc TVXQ. Nó được phát hành vào ngày 16 tháng 3 năm 2011 bởi SM Entertainment, hai tháng sau khi hồ sơ gốc. Phiên bản repackage có ba bài hát mới, tất cả đều là bản hòa âm của chỉ dẫn của album, "Before U Go". Đĩa đơn được sản xuất bởi cộng tác viên thường xuyên của TVXQ Yoo Young-jin, người cũng sản xuất chì album thứ sáu của họ đơn " Keep Your Head Down ".
Before U Go đứng vị trí số một trên BXH của Hàn Quốc Gaon Albums Chart và Bảng xếp hạng Hanteo, thúc đẩy doanh số bán hàng ban đầu Keep Your Head Down. Ca khúc đứng đầu "Before U Go" đạt vị trí số mười ba trên Singles Chart Gaon và số một trên bảng xếp hạng âm nhạc trực tuyến khác nhau, nhận được đánh giá tích cực từ các nhà phê bình âm nhạc. Single cũng giành được danh hiệu số một trên các chương trình âm nhạc The Music Trend và Music Bank.

## Danh sách ca khúc
| STT              | Nhan đề | Phổ lời            | Phổ nhạc                                                                  | Thời lượng |
| ---------------- | --- | ------------------ | ------------------------------------------------------------------------- | ---------- |
| 1.               | "이것만은 알고 가 - 독백 (Before U Go) (Monologue)" (Igotmaneun Algoga-Dukbaek; lit. "Just Know This Before You Go - Monologue") | Yoo Young-jin      | Yoo Young-jin Yoo Han-jin                                                 | 2:22       |
| 2.               | "이것만은 알고 가 (Before U Go)" (Igotmaneun Algoga; lit. "Just Know This Before You Go")                                        | Yoo Young-jin      | Yoo Young-jin Yoo Han-jin                                                 | 4:31       |
| 3.               | "왜 (Keep Your Head Down)" (Wae; lit. "Why")                                                                                     | Yoo Young-jin      | Yoo Young-jin Yoo Han-jin                                                 | 3:58       |
| 4.               | "Maximum" | Yoo Young-jin      | Yoo Young-jin                                                             | 3:40       |
| 5.               | "믿기 싫은 이야기 (How Can I)" (Mitki Sireun Iyaki; lit. "The Story I Don't Want to Believe")                                    | Park Chang-hyun    | Park Chang-hyun                                                           | 3:22       |
| 6.               | "Crazy" (feat. Jay of Trax) | Kim Tae-sung Noday | Kim Tae-sung Noday                                                        | 3:17       |
| 7.               | "Honey Funny Bunny (U-Know Yunho Solo)"                                                                                          | E-Tribe            | E-Tribe Jang Jun-ho Gong Hyun-sik                                         | 3:19       |
| 8.               | "Rumor" | Hong Ji-yoo        | Outsidaz                                                                  | 3:20       |
| 9.               | "고백 (Confession) (Max Changmin solo)" (Gobaek; lit. "Confession")                                                              | Shim Chang-min     | Mr. Cho Kim Tae-sung                                                      | 3:56       |
| 10.              | "Our Game" | JQ                 | Simister William Edward/Hawes Tim Mondhera Obi Shimbarashe/Priddle Stuart | 3:27       |
| 11.              | "She" | Kenzie             | Matthew Tishler Amy Powers Liz Rodrigues                                  | 3:14       |
| 12.              | "아테나 (Athena)" (Atena) | Hwang Hyun         | Hwang Hyun                                                                | 3:35       |
| 13.              | "Journey" (feat. Seohyun of Girls' Generation)                                                                                   | Kim Dal-woo        | Kim Dal-woo                                                               | 4:24       |
| 14.              | "이것만은 알고 가 - 독백 (Before U Go) (Monologue)" (Instrumental)                                                               |                    | Yoo Young-jin Yoo Han-jin                                                 | 2:23       |
| Tổng thời lượng: | Tổng thời lượng: | Tổng thời lượng:   | Tổng thời lượng:                                                          | 48:48      |

## Biểu đồ
| Chart (2011)                    | Peak position |
| ------------------------------- | ------------- |
| South Korea Gaon Albums Chart   | 1             |
| South Korea Hanteo Albums Chart | 1             |
| Taiwan G-Music Combo Chart      | 14            |
| Taiwan G-Music J-pop Chart      | 1             |

| Chart (2011)                    | Position |
| ------------------------------- | -------- |
| South Korea Gaon Albums Chart   | 20       |
| South Korea Hanteo Albums Chart | 17       |

## Lịch sử phát hành
| Quốc gia | Ngày phát hành      | Định dạng               | Nhãn đĩa                      |
| -------- | ------------------- | ----------------------- | ----------------------------- |
| Toàn cầu | 16 tháng 3 năm 2011 | CD digital download     | SM Entertainment              |
| Hàn Quốc | 16 tháng 3 năm 2011 | CD digital download     | SM Entertainment KMP Holdings |
| Đài Loan | 25 tháng 3 năm 2011 | CD                      | Avex Taiwan                   |
| Nhật Bản | 4 tháng 5 năm 2011  | CD DVD digital download | Avex Trax                     |